# Pitcairnia lutescens
Pitcairnia lutescens är en gräsväxtart som beskrevs av Carl Christian Mez och Luis Aloysius, Luigi Sodiro. Pitcairnia lutescens ingår i släktet Pitcairnia och familjen Bromeliaceae. IUCN kategoriserar arten globalt som starkt hotad.
Artens utbredningsområde är Ecuador. Inga underarter finns listade i Catalogue of Life.